# 안기백
안기백(2007년 ~)은 대한민국의 가수다. 2020년 싱글 《알러뷰》로 데뷔했다.

## 방송
- 보이스킹 (2021) - Top40(29위)

## 음반
- 알러뷰 (2020)
- 나의 진심 (2021)

## 작사
- 안기백 <나의 진심> (2021)